# Diakonhøjskolen
Diakonhøjskolen er beliggende i Højbjerg, i det sydlige Aarhus. 
Diakonhøjskolen driver uddannelse ud fra værdier i det kristne livs- og menneskesyn. Fra den spæde start har idéen været at at drive uddannelse til "kristeligt kærlighedsarbejde i og for folkekirken" . 
Diakonhøjskolen har sit ståsted i Den Danske Folkekirke, men betragter det som en rigdom at de studerende har forskellige baggrunde.
Diakonhøjskolen har ca. 250 studerende og 30 medarbejdere. Fællesskab vægtes højt, og det ligger implicit i skolens arv som forhenværende folkehøjskole at udvikle den studerendes samarbejdsevner og styrke de studerendes sociale kompetencer som en del af dannelsen.

## Uddannelser
I dag udbyder diakonhøjskolen 4 uddannelsesforløb hvoraf nr. 1 og 2 er direkte professionsrettet.
1. Den pædagogiske diakonuddannelse
2. Professionsbacheloruddannelsen i Kristendom, kultur og kommunikation] (3K), i samarbejde med VIA University College
3. International linje – socialarbejdere fra Asien, Afrika og Østeuropa undervises i diakoni, demokrati og ledelse
4. Social og sundheds hjælper/assistent uddannelsen, (uddannelsen blev stillet i bero i 2009)

Den pædagogiske diakonuddannelse sigter på arbejde med udsatte mennesker i samfundet, f.eks. mennesker med misbrugsproblemer, hjemløse, psykisk syge og mennesker med fysisk eller psykisk funktionsnedsættelse. Derudover har diakonen også kompetence til at arbejde med børn og unge i kommunalt og regionalt regi på linje med seminarieuddannede pædagoger. Diakonuddannelsen er i august 2012 blevet akkrediteret som en 3½ årig professionsbachelor uddannelse under navnet "Professionbacheloruddannelse i Diakoni og socialpædagogik". Uddannelsen er herefter anerkendt af BUPL og SL på linje med andre pædagoguddannelser og giver også samme muligheder for videreuddannelse.

Professionsbacheloruddannelsen i Kristendom, kultur og kommunikationgiver adgang til job som f.eks. sognemedhjælper, kristendomsunderviser eller informationskonsulent i folkekirken, frikirker, kirkelige organisationer og andre organisationer med fokus på kristendom og formidling.

Den pædagogiske diakonuddannelse og prof.ba. uddannelsen i Kristendom, kultur og kommunikation (3K) er godkendt som mellemlang videregående uddannelse og studerende på disse uddannelser er derfor berettigede til at modtage SU.

## Videncenter
- Diakonhøjskolen driver Videncenter for Diakoni og Pædagogik.

## Historie
Diakonhøjskolen lå oprindeligt på Dalgas Avenue i Aarhus C, hvor dørene lukkedes op for de første elever i 1920 under navnet Diakonskolen. 
I 1928 blev Diakonskolen til en højskole og ændrede dermed navn til Diakonhøjskolen. Bygningerne på Dalgas Avenue blev med tiden for små, derfor opførtes der omkring 1975 nye bygninger på Lyseng Allé i Højbjerg, hvor skolen stadig har adresse.